# Strophanthus
Genre
Classification phylogénétique
Strophanthus est un genre de plantes à fleurs de la famille des Apocynaceae.

## Quelques espèces
- Strophanthus eminii Asch. et Pax ex Pax
- Strophanthus hispidus A. DC.
- Strophanthus gratus (Wallich & Hook.) Baill.
- Strophanthus kombe Oliver
- Strophanthus preussii Engler & Pax ex Pax
- Strophanthus sarmentosus DC.
- Strophanthus thollonii Franchet